# Netball ai XIX Giochi del Commonwealth
Le competizioni di netball ai XIX Giochi del Commonwealth si sono svolte dal 3 al 14 ottobre 2010.

## Podi
| Evento    | Oro           | Argento   | Bronzo      |
| Femminile | Nuova Zelanda | Australia | Inghilterra |